# Cotys Ier du Bosphore
Pour les articles homonymes, voir Cotys.
Ne doit pas être confondu avec Cotys Ier des Odryses.
Tiberius Julius Cotys Philocaesar Philoromaios Eusebes (en grec moderne : Τιβέριος Ἰούλιος Κότυς Φιλόκαισαρ Φιλορώμαίος Eυσεbής), plus connu sous le nom de Cotys Ier (en grec moderne : Κότυς Α'), mort vers 69, est un roi du Bosphore et de Colchide de la dynastie Tibérienne-Julienne régnant au Ier siècle.
Il règne sur le Bosphore de 45 à 69, et sur la Colchide de 45 à 62.

## Biographie

### Origine
Cotys Ier est le fils cadet d'Aspourgos et de son épouse la reine Gepaepyris ; il porte un nom thrace issu de sa lignée maternelle.

### Règne
Après la destitution de son frère aîné Mithridate II, Cotys Ier est mis sur le trône par l'empereur Claude.
Mithridate II tente de mettre à profit l'inexpérience de son frère et le départ du pays d'Aulus Didius Gallus, légat de Mésie, pour reprendre le pouvoir en s'appuyant sur Zorzinès, roi des Siraques. Cotys Ier et son mentor, le chevalier Julius Aquila, concluent de leur côté une alliance avec Eunonès, le roi des Aorses. Finalement vaincu, Mithridate choisit de faire sa reddition à l'allié de son frère, Eumonès. Ce dernier tente d'intercéder en sa faveur auprès des Romains mais il doit le livrer aux envoyés de l'empereur et il est exilé à Rome jusqu'à sa mort.
Les auteurs antiques ne fournissent pas plus d'informations sur Cotys Ier mais plusieurs inscriptions épigraphiques lui sont consacrées, notamment en 57 et 59 où il est le premier roi du Bosphore à adopter le gentilice « Tibérius Julius » qui est repris ensuite par ses successeurs, et où il est le premier également à se proclamer « Pieux et grand-prêtre des Augustes ». Deux autres inscriptions de Rhescuporis le mentionnent, ainsi que son épouse Eun[ice], et indiquent que Rhescuporis Ier est leur fils.
Cotys Ier émet des monnaies avec son monogramme mais à l'effigie de ses bienfaiteurs, avec à l'avers l'empereur Claude lauré à droite et la légende « TI•ΚΛΑΥΔΙΟΥ ΚΑΙСΑΡΟС », et au revers le buste drapé d'Agrippine la Jeune à gauche et la légende « ΙΟΥΛΙΑΝ ΑΓΡΙΠΠΙΝΑΝ ΚΑΙСΑΡΟС ». En 62, il émet encore des monnaies à l'effigie de Britannicus à droite avec la légende « BPITANNIKOY KAICAPOC ».
Après cette date, le monogramme royal disparait et les monnaies sont émises au nom de « NEPѠNOC KAICAPOC » et à l'effigie de l'empereur Néron, ce qui a permis d'émettre l'hypothèse que le royaume du Bosphore avait été annexé à l'Empire romain comme le royaume de Colchide en 62 ou le royaume du Pont en 63. Cependant, en 69, pendant le court règne de Vitellius, le monogramme royal reparait, et si le royaume du Bosphore n'est pas incorporé à l'empire, ses rois sont réduits à la condition de fonctionnaires impériaux depuis l'année 63 jusqu'à l'époque de Domitien, où ils recouvrent plus d'autonomie.

## Famille

### Mariage et enfants
De son mariage avec la reine Eunice (ou Eurice, Euniké), il eut :
- Rhescuporis Ier.

## Galerie

Extension du Royaume du Bosphore (en rouge clair à l'est) sous Cotys Ier.

### Sources
- Tacite, Annales, 12.15–21.
- Dion Cassius, 60.8.
- Pline l'Ancien, Histoire naturelle, 6.5.